# 1897–1898-as svájci labdarúgó-bajnokság (első osztály)
Az 1897–1898-as Swiss Serie A volt az 1. alkalommal megrendezett, legmagasabb szintű labdarúgó-bajnokság Svájcban. A bajnokságot nem támogatta a Svájci labdarúgó-szövetség (SFA), így nem tekintik hivatalosnak. A tornát a genfi La Suisse Sportive újság és annak szerkesztői François-Jean Dégérine és Dr. Aimé Schwob szervezték. A bajnoki trófeát a Ruinart cég adományozta. A versenyző klubok közül csak négy volt tagja az SFA-nak; FC Château de Lancy, Grasshopper Club Zürich, Neuchâtel FC és a La Villa Ouchy. A bajnokság három regionális csoportra oszlott, az A csoportban az északi, a B csoportban a Lausanne környéki, a C csoportban pedig a Genf környéki csapatok vettek részt. A döntőbe a csoportok győztesei jutottak. 
A bajnokságot a Grasshopper Club Zürich csapata nyerte.

## A csoport
| Club                    | Score | Club      |
| ----------------------- | ----- | --------- |
| Grasshopper Club Zürich | 7–2   | FC Zürich |

## B csoport
| Club                     | Score | Club                     |
| ------------------------ | ----- | ------------------------ |
| Villa Longchamp Lausanne | 1–0   | FC Yverdon               |
| Lausanne FC and CC       | 4–0   | Maison Neuve Vevey       |
| Lausanne FC and CC       | 5–2   | Villa d'Ouchy (Lausanne) |
| Villa Longchamp Lausanne | 1–0   | Lausanne FC and CC       |

## C csoport
| Club                 | Score | Club                  |
| -------------------- | ----- | --------------------- |
| Le Château de Lancy  | 4–0   | Racing Club de Geneve |
| La Châtelaine Genève | 9–2   | Le Château de Lancy   |

## Döntők
| Club                    | Score | Club                     |
| ----------------------- | ----- | ------------------------ |
| Grasshopper Club Zürich | 6–1   | Villa Longchamp Lausanne |
| Grasshopper Club Zürich | 2–0   | La Châtelaine Genève     |